# Ligne 5 du métro de Valence
La ligne 5 (en catalan : Línia 5 de Metrovalència) est l'une des dix lignes du réseau du métro de Valence et l'une des six lignes de métro, ouverte en avril 2003. Elle est exploitée par FGV et dessert quatre communes.

## Historique
La ligne 5 ouvre le 29 avril 2003, par la mise en service d'un tunnel de 2,3 km et trois stations à partir de Alameda, avec pour objectif final de connecter la zone portuaire avec l'aéroport. Elle effectue deux trajets à partir de Aiora, vers Mislata-Almassil en utilisant les infrastructures de la ligne 3, ou vers Torrent sur celles de la ligne 1,,.
En avril 2007, deux extensions sont inaugurées, vers l'aéroport à l'ouest et vers la nouvelle station Neptú — en passant par Maritim-Serrería — à l'est. La ligne est cependant raccourcie à Maritim-Serrería lors de la réorganisation du réseau simultanée à la mise en service de l'extension vers Riba-roja de Túria, et les stations jusqu'à Marina Reial Joan Carles I (anciennement Neptú) sont reprises par la ligne 8,,,.

## Caractéristiques

### Ligne
La ligne compte 18 stations, toutes souterraines, et parcourt 12,95 km. Les rails sont à écartement métrique et la voie est double sur l'intégralité du trajet,.
Elle traverse quatre communes, d'ouest en est : Manises, Cuart de Poblet, Mislata et Valence.

### Stations et correspondances
|  |   |  | Station               | Communes                  | Correspondances |
|  | - |  | --------------------- | ------------------------- | --- |
|  | ■ |  | Aeroport              | Manises                   | Ligne 3 du métro de Valence                                                                                           |
|  | o |  | Roses                 | Manises                   | Ligne 3 du métro de Valence · Ligne 9 du métro de Valence                                                             |
|  | o |  | Manises               | Manises                   | Ligne 3 du métro de Valence · Ligne 9 du métro de Valence                                                             |
|  | o |  | Salt de l'Aigua       | Manises                   | Ligne 3 du métro de Valence · Ligne 9 du métro de Valence                                                             |
|  | o |  | Quart de Poblet       | Quart de Poblet           | Ligne 3 du métro de Valence · Ligne 9 du métro de Valence                                                             |
|  | o |  | Faitanar              | Quart de Poblet           | Ligne 3 du métro de Valence · Ligne 9 du métro de Valence                                                             |
|  | o |  | Mislata-Almassil      | Mislata                   | Ligne 3 du métro de Valence · Ligne 9 du métro de Valence                                                             |
|  | o |  | Mislata               | Mislata                   | Ligne 3 du métro de Valence · Ligne 9 du métro de Valence                                                             |
|  | o |  | Nou d'Octubre         | Valence (L'Olivereta)     | Ligne 3 du métro de Valence · Ligne 9 du métro de Valence                                                             |
|  | o |  | Avinguda del Cid      | Valence (L'Olivereta)     | Ligne 3 du métro de Valence · Ligne 9 du métro de Valence                                                             |
|  | o |  | Àngel Guimerà         | Valence (Extramurs)       | Ligne 1 du métro de Valence · Ligne 2 du métro de Valence · Ligne 3 du métro de Valence · Ligne 9 du métro de Valence |
|  | o |  | Xàtiva                | Valence (Vieille ville)   | Ligne 3 du métro de Valence · Ligne 9 du métro de Valence · Ligne 10 du métro de Valence · Cercanías de Valence       |
|  | o |  | Colón                 | Valence (Vieille ville)   | Ligne 3 du métro de Valence · Ligne 7 du métro de Valence · Ligne 9 du métro de Valence                               |
|  | o |  | Alameda               | Valence (Vieille ville)   | Ligne 3 du métro de Valence · Ligne 7 du métro de Valence · Ligne 9 du métro de Valence                               |
|  | o |  | Aragó                 | Valence (El Pla del Real) | Ligne 7 du métro de Valence                                                                                           |
|  | o |  | Amistat-Casa de Salud | Valence (Algirós)         | Ligne 7 du métro de Valence                                                                                           |
|  | o |  | Ayora                 | Valence (Camins al Grau)  | Ligne 7 du métro de Valence                                                                                           |
|  | ■ |  | Marítim               | Valence (Camins al Grau)  | Ligne 6 du métro de Valence · Ligne 7 du métro de Valence · Ligne 8 du métro de Valence                               |

## Exploitation
La ligne est exploitée par les Ferrocarrils de la Generalitat Valenciana (FGV), sous la marque Metrovalència.

### Matériel roulant
La ligne est servie par des trains de type série 4300, produits par Vossloh.

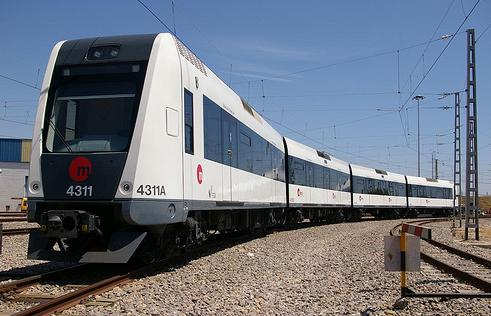
Un train série 4300.